# Sivonogi tinamu
Sivonogi tinamu (lat. Crypturellus duidae) je vrsta ptice iz roda Crypturellus iz reda tinamuovki. Živi u nizinskim šumama u tropskim i subtropskim regijama sjevera Južne Amerike. 

## Opis
Dug je oko 30 centimetara. Gornji dijelovi tijela su tamno smeđe, a donji riđe boje. Ima nijanse sive na gornjem dijelu prsa. Trbuh je žućkasto-smeđe boje. Glava i vrat su riđi, a grlo je bijelo. Noge su sivkaste.
Hrani se plodovima ili sjemenkama s tla ili niskih grmova. Također se hrani i malom količinom dijelova biljaka i manjim beskralježnjaka. Mužjak inkubira jaja koja mogu biti čak od četiri različite ženke. Inkubacija obično traje 2-3 tjedna.

## Vanjske poveznice
|  | Zajednički poslužitelj ima stranicu o temi Crypturellus duidae    |
|  | Zajednički poslužitelj ima još gradiva o temi Crypturellus duidae |
|  | Wikivrste imaju podatke o taksonu Crypturellus duidae             |